# Christ Crucified. An Epic Poem

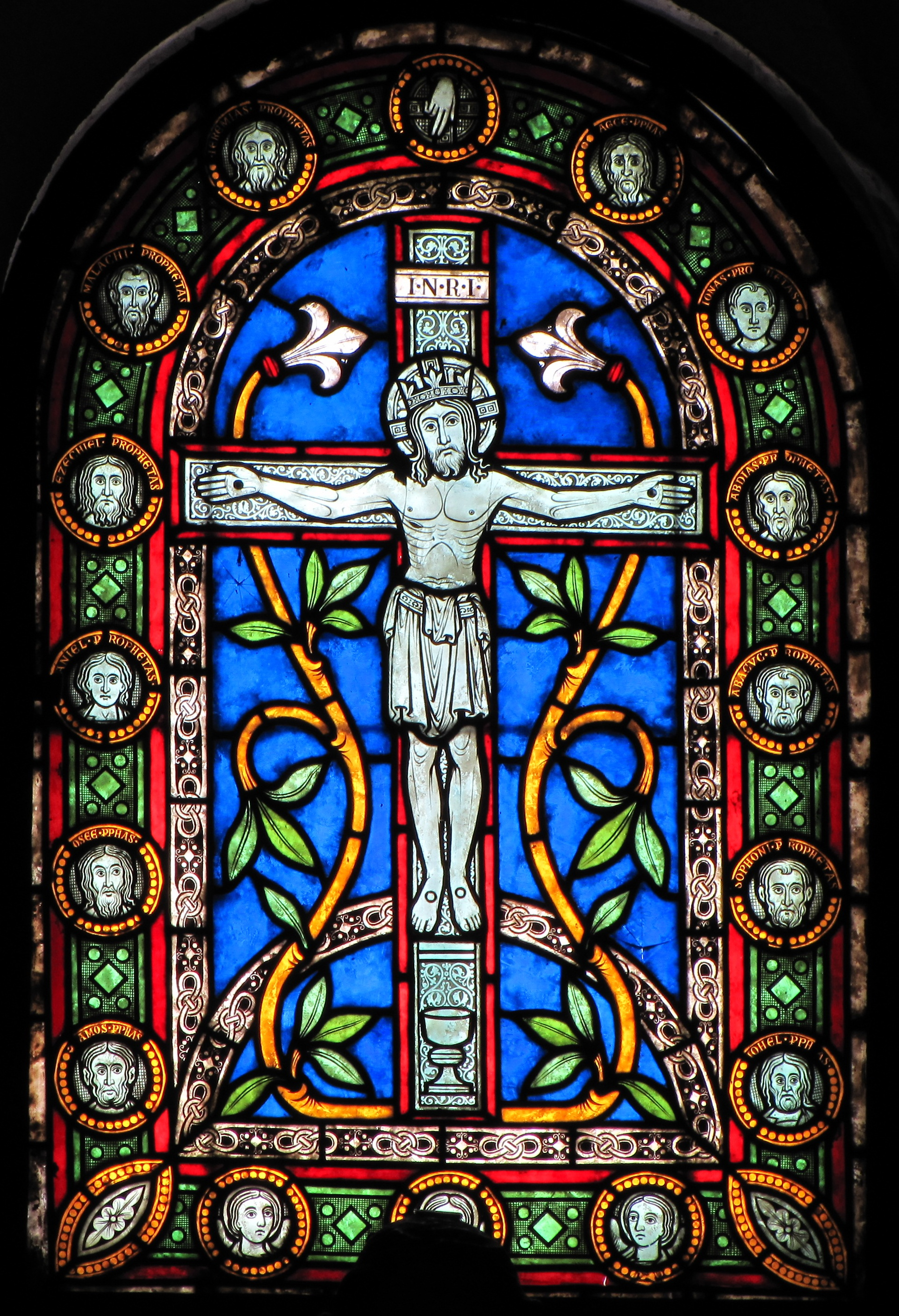
Baptiste Petit-Gérard, Ukrzyżowanie, XIX wiek

Christ Crucified (ang. Chrystus ukrzyżowany) – epos angielskiego duchownego i poety Williama Ellisa Walla, opublikowany w Oksfordzie w 1833. Poemat składa się z dwunastu ksiąg. Jest napisany wierszem białym (blank verse), czyli nierymowanym pentametrem jambicznym, typowym dla największej angielskiej epiki.

Mankind redeem'd, th' Infernal Foe subdued,
And heaven gates, once clos'd by Mortal Sin,
Re-open'd through the Saviour's proffered grace;
The Powers of Darkness chain'd; the teeming Tomb
Of victory depriv'd and Death disarm'd
Of the immortal poison of his dart,
I sing: and dare with trembling hand to wake
The tuneful wires of mortal harp, to praise
Messiah's saving love to Israel lost.

Poemat został zrecenzowany w czasopiśmie Fraser's Magazine. Ton recenzji był, nawet jak na tamte czasy, wyjątkowo napastliwy. Recenzent napisał o poecie: it is clear that the man is mad. Recenzja eposu ukazała się także w magazynie The British Critic, Quarterly Theological Review, and Ecclesiastical Record. Z kolei recenzent z pisma The National Standard, of Literature, Science, Music, Theatricals and the Fine Arts  stwierdził: We cannot conceive a more idle waste of labour and industry than this poem. Krytyk ten uważał, że napisanie wielkiego poematu religijnego w Anglii, i to białym wierszem, po Johnie Miltonie jest zadaniem bezsensownym.